# Zethenia cathara
Zethenia cathara är en fjärilsart som beskrevs av Eugen Wehrli 1940. Zethenia cathara ingår i släktet Zethenia och familjen mätare. Inga underarter finns listade i Catalogue of Life.